# 갯지렁이
갯지렁이는 참갯지렁이과에 속하며 학명은 Neanthes japonica이다. 몸길이 9-12.5cm, 나비 9-10mm이다. 몸은 가늘고 길며 91-108개의 환절로 되어 있다. 몸 앞부분의 등쪽은 짙은 갈색을 띠고 다리와 배쪽은 살색이다. 푸른색이나 선홍색 부분이 있는 경우도 있다. 입 앞마디는 길이보다 너비가 넓으며, 앞가장자리에는 짧은 더듬이와 그 옆으로 두 개의 꼭지더듬이가 있다. 두 쌍의 눈은 사다리꼴로 배열되어 있다. 육식성이며 입 안쪽에 있는 커다란 두 개의 낫 모양의 이빨로 작은 동물을 잡아서 통째로 삼킨다. 등쪽에 항문이 있고 아래에 한 쌍의 항문수염이 있다. 잔등과 배에 굵은 혈관이 하나씩 뻗었는데 체벽을 통해서 붉은 피가 흐르는 것이 잘 보인다. 특히 입주머니에는 많은 모세혈관이 있어 가스 교환이 이루어진다. 암수딴몸이지만 특별한 생식기관은 없다. 생식기가 되면 각 환절 안의 빈 곳에 알이나 정자가 들어차는데, 수컷의 몸은 정자로 인해 유백색(뿌연 흰색), 암컷의 몸은 알로 인해 짙은 녹색이 된다. 알은 부화하여 트로코포라유생을 거쳐 성체가 된다. 바위 밑, 산호초의 틈, 해조류 사이에 살며 갯벌이나 모래에 굴을 파고 산다. 물고기와 갑각류를 비롯한 많은 동물에게 잡아먹히며 낚시 미끼로도 많이 쓰인다.